# Invisible (película de 2018)
Invisible  es una película coproducción de Argentina, Alemania, Brasil, Francia y Uruguay  filmada en colores dirigida por Pablo Giorgelli sobre su propio guion escrito en colaboración con María Laura Gargarella que se estrenó el 8 de marzo de 2018 y tuvo como actores principales a  Mora Arenillas,  Mara Bestelli,  Diego Cremonesi y  Jorge Waldhorn.

## Sinopsis
Una chica retraída, de 17 años, está terminando la escuela secundaria, trabaja de tarde en una veterinaria  y convive con su madre deprimida; mantiene relaciones con un hombre mayor, hijo del jefe, casado y padre a su vez; se entera de que está embarazada y no sabe qué decisiones tomar.

## Reparto
Colaboraron en el filme los siguientes intérpretes:
- Mora Arenillas	...	Ely
- Mara Bestelli	...	Madre
- Diego Cremonesi	...	Raul
- Jorge Waldhorn	...	Veterinario
- Agustina Fernández	...	Lorena
- Paula Fernandez Mbarak	...	Gloria
- Leonel Arancibia	...	Toto
- Fabiana Uria	...	Médica 1
- Alejandrina Lo Sasso	...	Médica 2
- Eric Gutiérrez	...	Chico Disco
- Adriana Ferrer	...	Agente de Empleos
- Alejandro Pinnejas	...	Farmacéutico 2
- Michael Wahrmann	...	Farmacéutico 1
- Alicia Martignoni	...	Profesora de Italiano
- Andrés Schaffer	...	Profesor de Historia
- Eduardo Martine	...	Profesor de Geografía
- Estrela Straus	...	Profesora de Gimnasia
- Fabián Arenillas	...	Director Escuela
- Delia Malek	...	Cajera Farmacia
- Patricio Bedoya	...	Barman Boliche
- Sasha Prachas	...	Barwoman Boliche
- Lucas Martín Saldaña	...	Chico Lore
- Alicia Juncal	...	Preceptora
- Fiona Mastronicola	...	Alumna Recreo
- Sofía Viola	...	Alumna 2
- Ángela María Villalba Pérez	...	Elvira
- Florencia Sacchi	...	Mujer Raul
- Catalina Yumi Migueles	...	Hija Raul
- José Augusto Muñoz	...	Cliente Veterinaria
- Jessika Armoa	...	Chica Toto
- Nerina Bressi	...	Chica Boliche

## Críticas
Diego Brodersen en Página 12 opinó:

”Invisible… hace de la concisión una de sus mayores virtudes…Giorgelli evita en gran medida la declamación y el uso de elementos que subrayen dramáticamente las acciones y diálogos, y resulta notable la ausencia absoluta de música incidental. Cine realista y social en el cual resulta evidente el compromiso con el tema, pero que a pesar de ello nunca abandona a su protagonista en el lodo de la alegoría, Invisible cuenta con la notable actuación central de Mora Arenillas, uno de esos roles rutilantes que parecen definir en gran medida el éxito artístico del proyecto cinematográfico en su conjunto. Su silenciosa Ely encarna a la perfección la resistencia a esa invisibilidad que el título de la película pone de relieve.”

Pablo O. Scholz en Clarín escribió:

”Invisible sigue en su vida diaria a la protagonista...Mora Arenillas se suma a ese registro que cuida el realizador, de no expresar más que con mínimos movimientos lo que siente, lo que piensa, lo que padece y lo que no comprende su personaje...Invisible no es un filme sólo sobre el aborto. No es una película militante, denuncia a un Estado ausente, pero lo que prima es el drama intimista de esta adolescente…. porque retrata a un personaje que sufre, entre otras cosas, no saber qué hacer con su cuerpo, y con lo que lleva dentro. No sabe qué hacer con su vida a sus 17 años. Giorgelli...sabe mirarla y también reflejar el mundo que se construye en derredor del deseo de abortar ...muestra, no sermonea ni paternaliza….Invisible es una película bien nuestra. Necesaria, valiente y honesta. No hay muchas así.”

## Premios y nominaciones
Mora Arenillas por su actuación en esta película ha sido nominada para el Premio Sur a la Mejor Revelación Femenina de 2018. La película fue nominada en el Festival Internacional de Cine de Mar del Plata 2017 al Premio a la Mejor Película en la competencia internacional y al Premio Horizontes en el Festival de Cine de Venecia 2017.